# Átány
Átány es un pueblo del condado de Heves, Hungría.